# Delilah Asiago
Delilah Asiago (24 februari 1972) is een voormalige Keniaanse langeafstandsloopster, die was gespecialiseerd in de marathon.

## Loopbaan
Asiago is twee jaar geschorst geweest, omdat ze positief getest was op dopinggebruik tijdens de Saint Silvester marathon in 1999. Desondanks was ze in 2006 nog steeds actief en won de marathon van Dubai. Hierbij liep ze aanvankelijk alleen mee als haas, maar ging vervolgens door en won de wedstrijd.
Asiago is wereldrecordhoudster op de incourante nummers 4 Eng. mijl en de 12 km. Ze is onderscheiden als wegwedstrijdloopster van het jaar in 1995.

## Persoonlijke records
Baan
| Onderdeel | Prestatie | Datum             | Plaats    |
| --------- | --------- | ----------------- | --------- |
| 3000 m    | 8.55,53   | 24 september 1991 | Caïro     |
| 5000 m    | 15.11,46  | 10 juli 1995      | Stockholm |
| 10.000 m  | 31.40,56  | 15 juni 1991      | Tokio     |

Weg
| Onderdeel      | Prestatie | Datum            | Plaats    |
| -------------- | --------- | ---------------- | --------- |
| 10 km          | 31.22     | 10 juni 1995     | New York  |
| 5 km           | 15.24     | 2 april 1995     | Carlsbad  |
| 15 km          | 48.38     | 18 februari 1995 | Tampa     |
| 10 mijl        | 52.33     | 8 april 1995     | New York  |
| 20 km          | 1.08,07   | 6 januari 1991   | Miyazaki  |
| halve marathon | 1:09.05   | 5 mei 1991       | Exeter    |
| marathon       | 2:37.24   | 4 april 2004     | Rotterdam |

## Prestaties
| Jaar | Toernooi          | Plaats           | Resultaat | Afstand  |
| ---- | ----------------- | ---------------- | --------- | -------- |
| 1991 | Afrikaanse Spelen | Caïro, Egypte    | 3e        | 3000 m   |
| 1995 | Afrikaanse Spelen | Harare, Zimbabwe | 2e        | 10.000 m |

## Palmares

### 10.000 m
- 1991: 12e WK - 32.33,71

### 10 Eng. mijl
- 1997:  Dam tot Damloop - 53.08

### halve marathon
- 1997: 11e WK in Košice - 1:10.36

### marathon
- 2002:  Great Lake Marathon - 2:51.44
- 2003:  marathon van Nairobi
- 2004: 6e marathon van Rotterdam - 2:37.23,9 (PR)
- 2004:  marathon van Nairobi - 2:45.16
- 2005: 6e marathon van Nairobi - 2:47.01
- 2005:  marathon van Dubai - 2:39.13
- 2006: 6e marathon van Salt Lake City - 2:45.52
- 2006:  marathon van Dubai - 2:43.09

### overige wedstrijden
- 1995:  Falmouth Road Race
- 1995:  Steamboat Classic - 19.28, (4 Eng. mijl WR)
- 1995:  Bay to Breakers - 38.23 (12 km WR)